# 石冰
石冰（3世纪—304年），西晋民变领袖。参与張昌之亂。

## 生平
晋惠帝太安二年（303年），随张昌起兵反晋，率军攻打扬州，击败扬州刺史陈徽，占领扬州诸郡。又攻破江州（治今江西南昌），声势浩大，还自行任命太守、县长。临淮人封云起兵响应，攻徐州。江东大族议郎周玘在江东起兵讨伐，石冰派遣其将羌毒帅兵数万抵抗周玘，被周玘击杀。再从临淮逼近寿春（今安徽寿县），又被广陵度支陈敏与征东将军刘准合力击败。永兴元年（304年），被陈敏与周玘在建康合攻，只好北逃投奔封云，与封云一起被叛将张统杀害。